# لینتگاسه
لینتگاسه (آلمانی: Lintgasse) نام معبری در بخش قدیمی شهر کلن در کشور آلمان است که بین دو میدان آلترمارکت (Alter Markt) و فیش مارکت (Fischmarkt) واقع است. این معبر، مسیری پیاده‌رو بوده و تنها ۱۳۰ متر طول دارد و به خاطر تاریخچه قرون وسطایی خود مشهور است.